# Rehimena cissophora
Rehimena cissophora är en fjärilsart som beskrevs av Turner 1908. Rehimena cissophora ingår i släktet Rehimena och familjen Crambidae. Inga underarter finns listade i Catalogue of Life.